# Potamophylax nigricornis
Potamophylax nigricornis – gatunek chruścika z rodziny bagiennikowatych (Limnephilidae). Występuje w całej Europie, larwy zasiedlają strumienie i źródła (Botosaneanu i Malicky 1978). Limneksen, krenobiont.
Krenofil związany ze źródłami helokrenowymi, hypokrenalem i epirhitralem. Larwy dochodzące do wielkości 2,5 cm budują domki z ziaren piasku oraz fragmentów butwiejących liści. Na głowie i tułowiu larw występują liczne szczeciny, ułatwiające życie w cienkiej warstewce wody (dzięki napięciu powierzchniowemu woda otacza owada „wystającego” z wody). Jakkolwiek gatunek spotykany stosunkowo często, to nigdy w dużych liczebnościach.
Cztery larwy złowiono w dwóch jeziorach lobeliowych (Jezioro Cechyńskie Małe i Głęboczko), na dnie mulistym i jedną larwę w jez. Hańcza na dnie kamienistym. Stosunkowo często spotykane w dużych limnokrenach Wyżyny Krakowsko-Częstochowskiej. Rzóska (1935) wykazuje obecność larw w Jeziorze Kierskim (Pojezierze Wielkopolskie) natomiast Moon (1936) w jez. Windermere (Wielka Brytania) na dnie kamienistym, lecz oznaczenia są wątpliwe.